# Süße Duftblüte
Die Süße Duftblüte (Osmanthus fragrans) ist eine in Ostasien heimische Pflanzenart aus der Gattung der Duftblüten (Osmanthus) in der Familie der Ölbaumgewächse (Oleaceae).

## Beschreibung

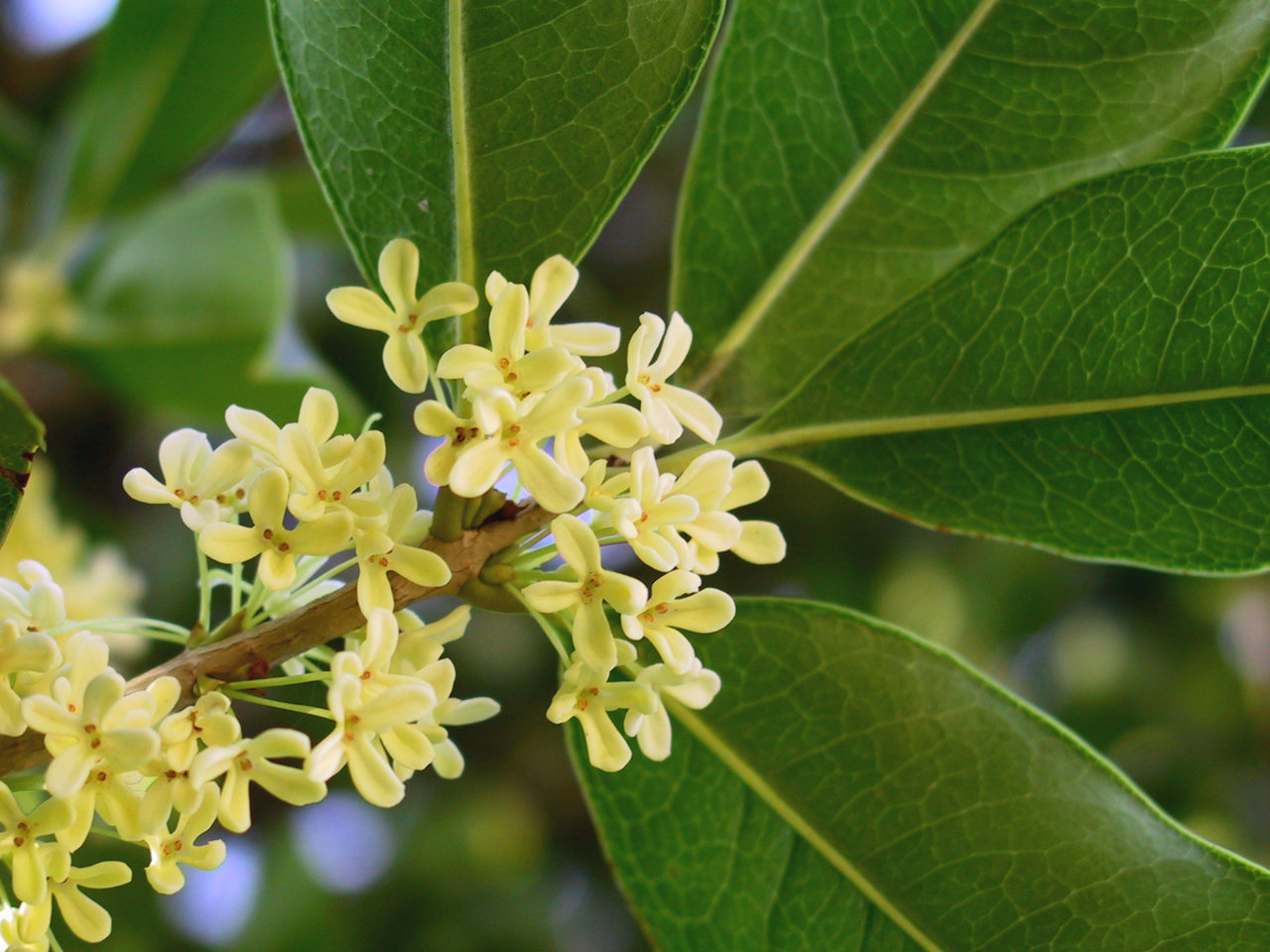
Zweig mit seitenständigen Blütenständen

### Vegetative Merkmale
Die Süße Duftblüte wächst als immergrüner Strauch, seltener als kleiner Baum und erreicht Wuchshöhen von 3 bis 5 Metern, selten auch bis zu 10 Metern. Sie wächst meist mehrstämmig, wobei sich die Stämme typischerweise nahe über dem Boden teilen. Die Krone ist weit ausladend; ältere Exemplare sind etwa so breit, wie sie hoch sind. Die Süße Duftblüte ist langsamwüchsig und kann ein relativ hohes Alter erreichen. Die Pflanzenteile sind kahl. Der Strauch verkahlt im Inneren schnell, behält nach außen jedoch sein fülliges Aussehen.
Die gegenständig an den Zweigen angeordneten Laubblätter sind in Blattstiel und -spreite gegliedert. Der Blattstiel weist eine Länge von 0,8 bis 1,2, selten bis zu 1,5 Zentimetern auf. Die ledrige Blattspreite ist mit einer Länge von 7 bis 14,5 Zentimetern und einer Breite von 2,6 bis 4,5 Zentimetern elliptisch bis elliptisch-lanzettlich geformt. Die Blattflächen sind glänzend grün bis dunkelgrün. Der Blattrand ist ganz oder meist fein gesägt, wobei ganzrandige und gesägte Laubblätter am selben Strauch vorkommen.

### Generative Merkmale
Die Süße Duftblüte ist androdiözisch, also mit männlichen und zwittrigen Pflanzen. Vom Herbst meist von September bis Oktober bis seltener zum zeitigen Frühjahr erscheinen die Blüten; sporadisch erfolgt der Blütenansatz auch im Sommer. In den Blattachseln stehen oft einige zymöse Blütenstände zusammen, die einige Blüten enthalten. Die Tragblätter sind mit einer Länge von 2 bis 4 Millimetern breit-eiförmig. Der Blütenstiel weist eine Länge von 4 bis 10 Millimetern auf.
Die relativ kleinen Blüten verströmen einen intensiven, süßen Duft. Die Blüten sind vierzählig und radiärsymmetrisch mit doppelter Blütenhülle. Der Blütenkelch ist nur etwa 1 Millimeter groß. Die gelblichen, gelben bis orangefarbenen, 3 bis 4 Millimeter langen Kronblätter sind zu einer nur 0,5 bis 1 Millimeter langen Röhre verwachsen. Die zwei kurzen Staubblätter sind mit der Mitte der Kronröhre verwachsen. Der Fruchtknoten ist oberständig mit kurzem Griffel und die Narbe ist zweilappig. Bei den männlichen Blüten ist oft ein Pistillode vorhanden.
Die mit einer Länge von 1 bis 1,5 Zentimetern ellipsoiden und einsamigen Steinfrüchte färben sich bei der Reife im März blau bis purpur-schwarz.
Die Chromosomenzahl beträgt 2n = 46.

## Vorkommen
Die exakte ursprüngliche Heimat der Süßen Duftblüte ist nicht mehr bekannt. Ihre Vorkommen erstrecken sich über China mit den Provinzen Zhejiang, Guizhou, Sichuan，Yunnan und Guangxi, wo auch die Stadt Guilin nach der Süßen Duftblüte genannt wurde, über den südlichen Teil von Kyushu in Japan, weiter über Bhutan, Nepal und in Indien über Assam, Nagaland und Sikkim; weiter ist sie noch im nördlichen Myanmar und im nördlichen Thailand verbreitet. Sie wird in China chinesisch 桂花, Pinyin guìhuā genannt.
Osmanthus fragrans ist winterhart bis etwa −7 °C und überlebt auch Fröste bis etwa −12 °C.

## Systematik
Diese Art wurde 1784 unter dem Namen Olea fragrans durch Carl Peter Thunberg in Systema Vegetabilium. Editio decima quarta, S. 57 erstveröffentlicht. In die Gattung Osmanthus wurde sie 1790 unter dem Namen Osmanthus fragrans durch den portugiesischen Botaniker João de Loureiro in Flora cochinchinensis, 1, S. 29 gestellt. Weitere Synonyme für Osmanthus fragrans (Thun.) Lour. sind: Olea ovalis Miq., Osmanthus longibracteatus H.T.Chang, Osmanthus macrocarpus P.Y.Bai und Osmanthus fragrans var. thunbergii Makino.
Man kann zwei Varietäten unterscheiden:
- Osmanthus fragrans var. aurantiacus Makino (Syn.: Osmanthus aurantiacus (Makino) Nakai): Sie kommt im südlichen Kyushu vor.[6]
- Osmanthus fragrans var. fragrans: Sie kommt vom Himalaja bis Taiwan vor.[6]

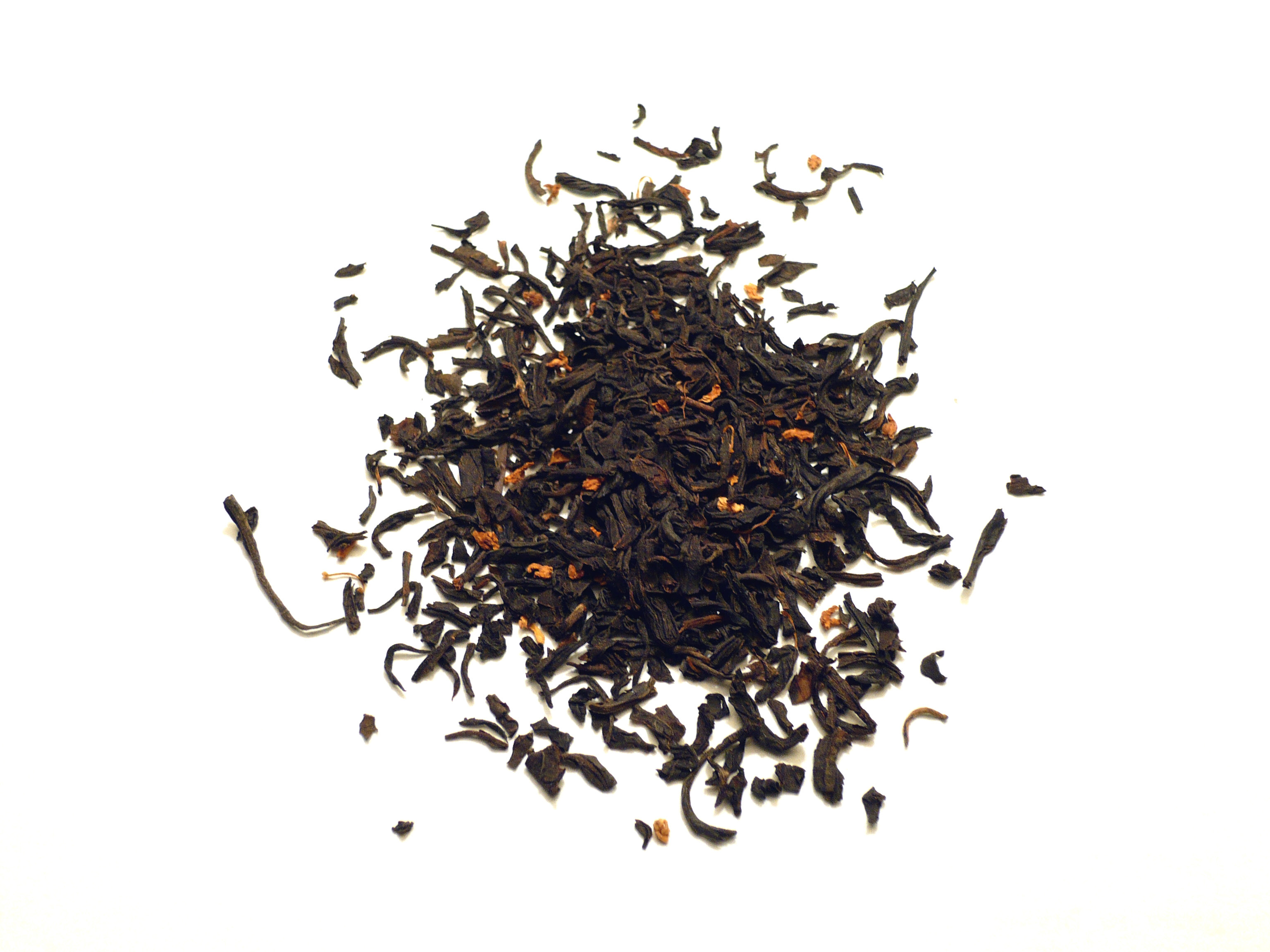
Schwarzer Tee mit getrockneten Osmanthus-Blüten

## Nutzung
Das Aroma wird für aromatisierte Tees verwendet. Bei der Herstellung von Duftwein wird Weißwein mit dem Duft der Süßen Duftblüte versetzt. Die gewonnene Osmanthus-Essenz ist sehr teuer und wird für besonders edle Parfüms eingesetzt.

### Nutzung als Zierpflanze
Wegen ihrer duftenden Blüten wird die Süße Duftblüte in klimatisch günstigen Gebieten gerne als Zierpflanze in Parks und Gärten verwendet.
Kulturformen (Auswahl):
- ‘Apricot Gold’: Die Blüten dieser Form sind aprikot-goldfarben.
- forma aurantiacus: Die Blüten sind blass-orangefarben; diese Form wird teilweise auch als Varietät Osmanthus fragrans var. aurantiacus Makino angesehen.
- ‘Butter Yellow’: Eine Form mit buttergelben Blüten.
- ‘Orange Supreme’: Die Blüten sind hellorangefarben